# 曾我部和恭
曾我部和恭（日语：／ Sogabe Kazuyuki，1948年4月16日—2006年9月17日）是日本男性聲優，千葉縣出身。他於2000年12月31日退休，之後他的配音角色由稲田徹和置鮎龍太郎擔任。2006年9月17日，因患食道癌去世，享年58歲。

## 去世後繼任
- 德山靖彥→櫻桃小丸子（山口利光）

## 演出作品
※粗體字表示說明飾演的主要角色。

### 電視動畫
- 無敵破裏拳（日语：破裏拳ポリマー）（鎧武士）
- 宇宙戰艦大和號（山本明）
- 機動戰士GUNDAM (初代)
- 元氣爆發（黑暗琉斯三世）
- 聖鬥士星矢（教皇亞歷士、雙子座撒加、雙子座加隆）
- ∀GUNDAM（ミラン）
- 波羅五號（峰一平）
- 七龍珠Z（Tōma、南界王神）
- 世界名作劇場系列
  - 尋母三千里（東尼奧·羅西）
  - 紅髮安妮（艾倫牧師）
  - 愛的小婦人物語（安東尼·布恩）
- 美少女戰士（Kunzite）
- 北斗神拳（南斗五車星之‘風’飄逸）
- 幽遊白書（画魔，鈴木）
- 巴黎伊莎貝爾（維克多）
- ONE PIECE（本・貝克曼）
- 流浪少女娜兒（馬里歐·崔恩特（神秘男子））
- 名偵探福爾摩斯（麥克班恩先生（麥克））
- GS美神（唐巢神父）
- 灌籃高手（杉山祥太）

1977年
- 元祖天才妙老爹（不二八郎）

1978年
- 一休和尚

1980年
- 銀河鐵道999（納爾）

1983年
- 福星小子（小早川）

1994年
- 小紅帽恰恰（甜心戰士福艾爾）
- 小小男子漢（松下）

1995年
- 櫻桃小丸子（山口利光〈第1代〉）

1996年
- 七龍珠GT（繆博士）

1997年
- 中華一番！（子蝶）
- 鬼太郎第4期（鈴木、舊鼠）

1998年
- 失落的宇宙（葛倫諾瓦）

2000年
- 蠟筆小新（詹姆士）

### OVA
- 銀河英雄傳說——クリスチアン
- 吹泡糖危機——ラルゴ
- 吸血鬼獵人D——麗銀星

### 劇場版
- 機動戰士GUNDAM 〈初代〉（ワッケイン司令）
- 機動戰士GUNDAM 逆襲的夏亞（ライル艦長）

1987年
- 王立宇宙軍～歐尼亞米斯之翼～（馬提）

1992年
- 七龍珠Z 極限之戰!!三大超級賽亞人（人造人13號）

### 遊戲
- 超級機器人大戰——峰一平、ジーン、ビショット・ハッタ
- 潛龍諜影——Psycho Mantis

### 廣播
- 魔神英雄傳——陵候